# Read My Mind
«Read My Mind» — третий сингл американской рок-группы The Killers из их второго студийного альбома Sam’s Town.
На физическом носителе сингл был издан в Великобритании, США и Германии. Так же трек был доступен для скачивания на ITunes.
Критики хорошо приняли песню несмотря на смешанные отзывы альбома. Billboard сделал удачное сравнение с Duran Duran. PopMatters сравнил песню, как ни странно, с первой работой группы. Rolling Stone, при негативном отношении к Sam’s Town, включил композицию в список лучших песен 2007 года.
Read My Mind одна из немногих песен коллектива, широко транслируемых на азиатском телевидении (Возможно из-за того, что клип на песню снимался в Японии).

## Список композиций
7": Vertigo / 6 02517 24568 6 - Великобритания 
1. "Read My Mind" – 4:03
2. "Read My Mind" (Steve Bays Remix) - 3:30

CD: Vertigo / 6 02517 24567 9 - UK 
1. "Read My Mind" – 4:03
2. "Read My Mind" (Pet Shop Boys Stars Are Blazing Mix) (Edit) - 4:02

 CD: Island / ISLR 16704-2 - США 
1. "Read My Mind" (Pet Shop Boys Stars Are Blazing Mix) - 7:19
2. "Read My Mind" (Steve Bays Remix) - 3:30
3. "Read My Mind" (Like Rebel Diamonds Mix) - 4:11

- Available in the U.S. at Best Buy stores. Free with purchase of any Killers CD.

CD: Island / 6 02517 24567 9 - Германия 
1. "Read My Mind" (Album Version) - 4:03
2. "Read My Mind" (Pet Shop Boys Radio Edit) - 4:02
3. "Read My Mind" (Pet Shop Boys Instrumental) - 7:21
4. "Read My Mind" (Video)

 CD: Island / ISLR 16724-2 - США 
1. "Read My Mind" (Pet Shop Boys Radio Edit) - 4:02
2. "Read My Mind" (Gabriel & Dresden Radio Edit) - 4:43
3. "Read My Mind" (Linus Loves Radio Edit) - 4:32
4. "Read My Mind" (Steve Bays Remix) - 3:29
5. "Read My Mind" (Pet Shop Boys 'Stars Are Blazing' Mix) - 7:19
6. "Read My Mind" (Gabriel & Dresden Unplugged Mix) - 10:24
7. "Read My Mind" (Linus Loves Club Mix) - 7:25
8. "Read My Mind" (Pet Shop Boys 'Stars Are Blazing' Instrumental) - 7:21
9. "Read My Mind" (Gabriel & Dresden Unplugged Instrumental) - 9:55
10. "Read My Mind" (Linus Loves Dub) - 6:20

## Интересные факты
- Pet Shop Boys сделали ремикс на Read My Mind"[6].